# Thézan-lès-Béziers
Thézan-lès-Béziers település Franciaországban, Hérault megyében. Lakosainak száma 3070 fő (2022. január 1.). Thézan-lès-Béziers Cazouls-lès-Béziers, Corneilhan, Lignan-sur-Orb, Maraussan, Murviel-lès-Béziers és Pailhès községekkel határos.

## Népesség
A település népessége az elmúlt években az alábbi módon változott:
| Lakosok száma | 1499 | 2016 | 2008 | 2422 | 2849 | 2918 | 2987 | 3029 | 3040 | 3070 |
|               | 1968 | 1982 | 1990 | 2006 | 2013 | 2015 | 2017 | 2019 | 2020 | 2022 |